# درجه چهار-ستاره

یک نشان ژنرال چهارستاره آمریکایی

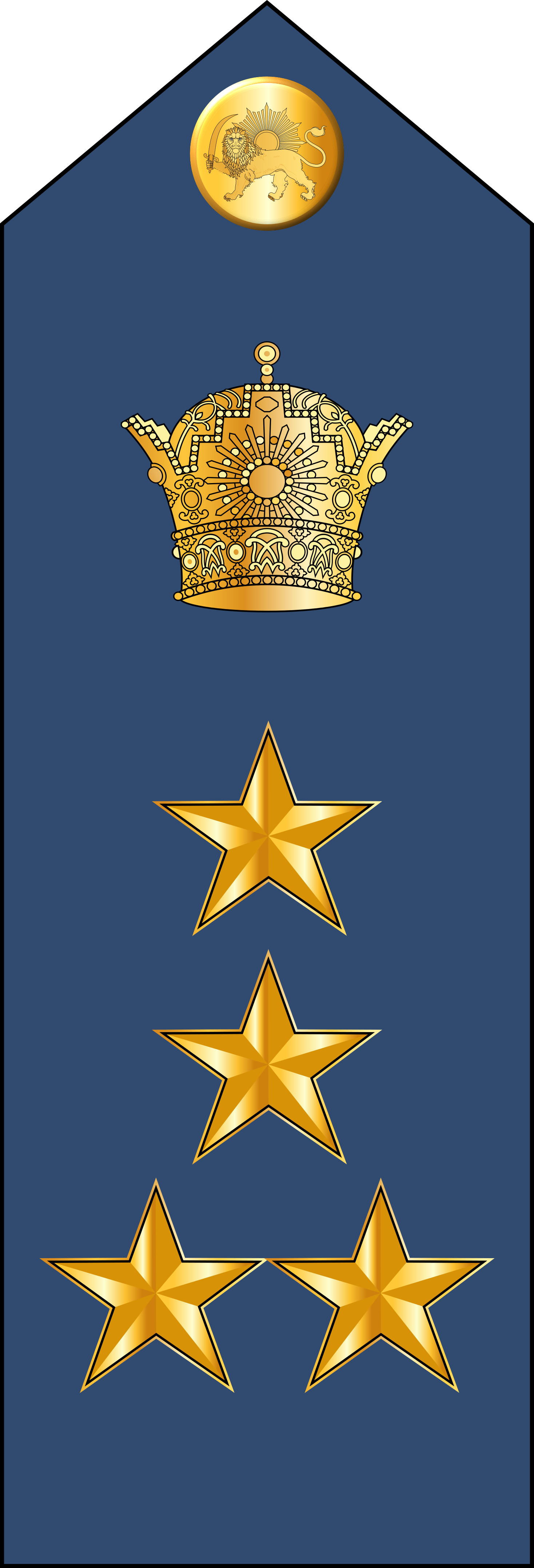
ارتشبد نیروی هوایی شاهنشاهی ایران

درجه چهار ستاره معمولاً متعلق به ارشدترین فرماندهان در نیروهای مسلح است، که رتبه‌های نظامی چون دریابد،  ارتشبد، یا فرمانده ارشد هوایی دارند. این عنوان در اصل در نظام‌نامه ناتو آمده ولی در بعضی کشورهای غیر از ناتو هم به کار می‌رود. درجه پایین‌تر از ارتشبُد، سِپَهبُد نام دارد. ارتشبد فرمانده بسیار والامقامی است که وظیفه هدایت و رهبری نیرویی به اندازه ارتش یک کشور که معمولاً از ۳۰۰ هزار نفر تا ۱ میلیون نفر نیرو را برحسب قدرت نظامی ملی نشان می دهد هدایت میکند، البته این بدین معنا نیست که این نیروها همیشه همین تعداد باشند و یا یک فرد با این درجه سکان رهبری را به‌دست بگیرد. گاهی یک سرتیپ چنین وظیفه ای دارد.

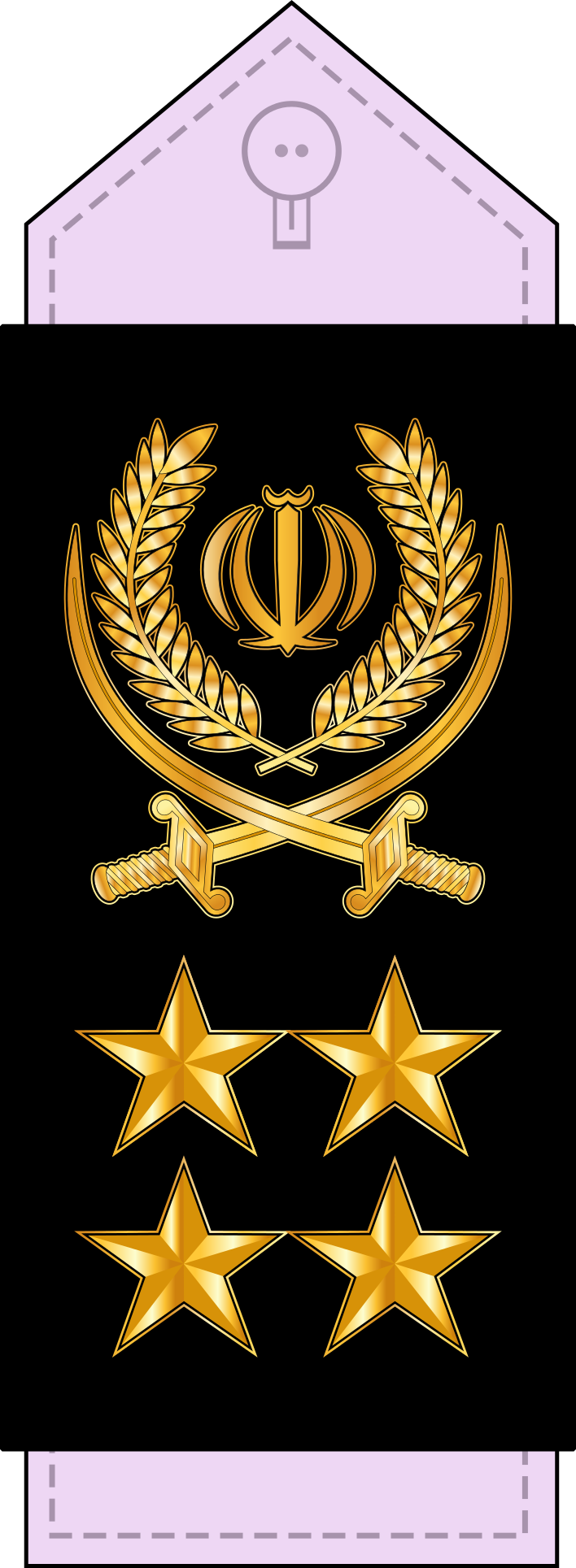
ارتشبد نیروی پدافند هوایی جمهوری‌اسلامی‌ایران